# Japan Open Tennis Championships
Rakuten Japan Open Tennis Championships är en tennisturnering som spelas i Ariake Tennis Forest Park i Kōtō, Tokyo, Japan. Turneringen inkluderar både herrar och damer, singel och dubbel.
Turneringen har sponsrats av Rakuten sedan 2009.

## Resultat

### Herrsingel
| År   | Mästare            | Finalist              | Resultat         |
| ---- | ------------------ | --------------------- | ---------------- |
| 1973 | Ken Rosewall       | John Newcombe         | 6-1, 6-4         |
| 1974 | John Newcombe      | Ken Rosewall          | 3-6, 6-2, 6-3    |
| 1975 | Raúl Ramírez       | Manuel Orantes        | 6-4, 7-5, 6-3    |
| 1976 | Roscoe Tanner      | Corrado Barazzutti    | 6-3, 6-2         |
| 1977 | Manuel Orantes     | Kim Warwick           | 6-2, 6-1         |
| 1978 | Adriano Panatta    | Pat Du Pré            | 6-3, 6-3         |
| 1979 | Terry Moor         | Pat Du Pré            | 3-6, 7-6, 6-2    |
| 1980 | Ivan Lendl         | Eliot Teltscher       | 3-6, 6-4, 6-0    |
| 1981 | Balázs Taróczy     | Eliot Teltscher       | 6-3, 1-6, 7-6    |
| 1982 | Jimmy Arias        | Dominique Bedel       | 6-2, 2-6, 6-4    |
| 1983 | Eliot Teltscher    | Andrés Gómez          | 7-5, 3-6, 6-1    |
| 1984 | David Pate         | Terry Moor            | 6-3, 7-5         |
| 1985 | Scott Davis        | Jimmy Arias           | 6-1, 7-6         |
| 1986 | Ramesh Krishnan    | Johan Carlsson        | 6-3, 6-1         |
| 1987 | Stefan Edberg      | David Pate            | 7-6, 6-4         |
| 1988 | John McEnroe       | Stefan Edberg         | 6-2, 6-2         |
| 1989 | Stefan Edberg      | Ivan Lendl            | 6-3, 2-6, 6-4    |
| 1990 | Stefan Edberg      | Aaron Krickstein      | 6-4, 7-5         |
| 1991 | Stefan Edberg      | Ivan Lendl            | 6-1, 7-5, 6-0    |
| 1992 | Jim Courier        | Richard Krajicek      | 6-4, 6-4, 7-6    |
| 1993 | Pete Sampras       | Brad Gilbert          | 6-2, 6-2, 6-2    |
| 1994 | Pete Sampras       | Michael Chang         | 6-4, 6-2         |
| 1995 | Jim Courier        | Andre Agassi          | 6-4, 6-3         |
| 1996 | Pete Sampras       | Richey Reneberg       | 6-4, 7-5         |
| 1997 | Richard Krajicek   | Lionel Roux           | 6-2, 3-6, 6-1    |
| 1998 | Andrei Pavel       | Byron Black           | 6-3, 6-4         |
| 1999 | Nicolas Kiefer     | Wayne Ferreira        | 7-6(5), 7-5      |
| 2000 | Sjeng Schalken     | Nicolás Lapentti      | 6-4, 3-6, 6-1    |
| 2001 | Lleyton Hewitt     | Michel Kratochvil     | 6-4, 6-2         |
| 2002 | Kenneth Carlsen    | Magnus Norman         | 7-6(6), 6-3      |
| 2003 | Rainer Schüttler   | Sébastien Grosjean    | 7-6(5), 6-2      |
| 2004 | Jiří Novák         | Taylor Dent           | 5-7, 6-1, 6-3    |
| 2005 | Wesley Moodie      | Mario Ančić           | 1-6, 7-6(7), 6-4 |
| 2006 | Roger Federer      | Tim Henman            | 6–3, 6–3         |
| 2007 | David Ferrer       | Richard Gasquet       | 6–1, 6–2         |
| 2008 | Tomáš Berdych      | Juan Martín del Potro | 6–1, 6–4         |
| 2009 | Jo-Wilfried Tsonga | Michail Juzjnyj       | 6–3, 6–3         |
| 2010 | Rafael Nadal       | Gaël Monfils          | 6–1, 7–5         |
| 2011 | Andy Murray        | Rafael Nadal          | 3–6, 6–2, 6–0    |

### Damsingel
| År   | Mästare              | Finalist               | Resultat             |
| ---- | -------------------- | ---------------------- | -------------------- |
| 1979 | Betsy Nagelsen       | Naoko Sato             | 6-1, 3-6, 6-3        |
| 1980 | Mariana Simionescu   | Nerida Gregory         | 6-4, 6-4             |
| 1981 | Marie Pinterova      | Pam Casale             | 2-6, 6-4, 6-1        |
| 1982 | Laura Gildemeister   | Pilar Vasquez          | 3-6, 6-4, 6-0        |
| 1983 | Etsuko Inoue         | Shelley Solomon        | 6-2, 5-7, 6-1        |
| 1984 | Lilian Kelaidis      | Shawn Foltz            | 6-4, 6-2             |
| 1985 | Gabriela Sabatini    | Linda Gates            | 6-3, 6-4             |
| 1986 | Helen Kelesi         | Bettina Fulco-Villella | 6-2, 6-2             |
| 1987 | Katerina Malejeva    | Barbara Gerken         | 6-2, 6-3             |
| 1988 | Patty Fendick        | Stephanie Rehe         | 6-3, 7-5             |
| 1989 | Kumiko Okamoto       | Elizabeth Smylie       | 6-4, 6-2             |
| 1990 | Catarina Lindqvist   | Elizabeth Smylie       | 6-3, 6-2             |
| 1991 | Lori McNeil          | Sabine Appelmans       | 2-6, 6-2, 6-1        |
| 1992 | Kimiko Date          | Sabine Appelmans       | 7-5, 3-6, 6-3        |
| 1993 | Kimiko Date          | Stephanie Rottier      | 6-1, 6-3             |
| 1994 | Kimiko Date          | Amy Frazier            | 7-5, 6-0             |
| 1995 | Amy Frazier          | Kimiko Date            | 7-6, 7-5             |
| 1996 | Kimiko Date          | Amy Frazier            | 7-5, 6-4             |
| 1997 | Ai Sugiyama          | Amy Frazier            | 4-6, 6-4, 6-4        |
| 1998 | Ai Sugiyama          | Corina Morariu         | 6-3, 6-3             |
| 1999 | Amy Frazier          | Ai Sugiyama            | 6-2, 6-2             |
| 2000 | Julie Halard-Decugis | Amy Frazier            | 5-7, 7-5, 6-4        |
| 2001 | Monica Seles         | Tamarine Tanasugarn    | 6-3, 6-2             |
| 2002 | Jill Craybas         | Silvija Talaja         | 2-6, 6-4, 6-4        |
| 2003 | Maria Sjarapova      | Anikó Kapros           | 2-6, 6-2, 7-6(5)     |
| 2004 | Maria Sjarapova      | Mashona Washington     | 6-0, 6-1             |
| 2005 | Nicole Vaidišová     | Tatiana Golovin        | 7-6(4), 3-2 uppgivet |
| 2006 | Marion Bartoli       | Aiko Nakamura          | 2-6, 6-2, 6-2        |
| 2007 | Virginie Razzano     | Venus Williams         | 4-6, 7-6(7), 6-4     |
| 2008 | Caroline Wozniacki   | Kaia Kanepi            | 6-2, 3-6, 6-1        |